# Putoniessa nigrella
Putoniessa nigrella är en insektsart som beskrevs av Evans 1966. Putoniessa nigrella ingår i släktet Putoniessa och familjen dvärgstritar. Inga underarter finns listade i Catalogue of Life.